# Mudiste
Mudiste est un village de la commune de Suure-Jaani du comté de Viljandi en Estonie.
Au 31 décembre 2011, il compte 46 habitants.